# Torquéole de Bornéo
Arborophila hyperythra
Espèce
Statut de conservation UICN

 LC  : Préoccupation mineure
La Torquéole de Bornéo (Arborophila hyperythra) est une espèce d'oiseaux de la famille des Phasianidae.

## Distribution
Cet oiseau est endémique de Bornéo : nord-est du Kalimantan, centre de Sarawak et nord de Sabah.

## Sous-espèces
Cet oiseau est représenté par deux sous-espèces :
- A. h. hyperythra (Sharpe 1879), forme nominative, se rencontre dans le Kalimatan et à Sarawak ;
- A. h. erythrophrys Sharpe 1890, qui diffère par la tête où le gris des sourcils et des lores est remplacé par un roux vif, ne se rencontre que sur le mont Kinabalu à Sabah.

## Habitat
Dans le parc national de Gunung Mulu (Sarawak), cette torquéole se rencontre vers 2 000 m dans des forêts humides aux arbres bas et rabougris, ne dépassant pas 5 m, couverts de lichens et d’épiphytes. Sur les monts Kelabit (Kalimantan), elle vit à plus basse altitude, entre 600 et 1 200 m, dans les buissons épais et les touffes de bambous des forêts primaires et secondaires. La plupart des observations s’accordent toutefois sur un habitat situé à une altitude supérieure à 1 200 m (Madge & McGowan 2002, Hennache & Ottaviani 2011).

## Mœurs
Cette discrète torquéole se rencontre en groupes fourrageant dans les buissons, sur les sentiers ou les bords de rivière. Sa nourriture est composée de graines, de fruits, de larves, de termites, de fourmis, de criquets et coléoptères. Elle juche dans les buissons, non loin du sol (Madge & McGowan 2002, Hennache & Ottaviani 2011).

## Voix
Son chant est semblable à celui des espèces voisines, une série de notes chou, …chou, ..,  répétées toutes les trois secondes environ, suivie d’une répétition plus rapide de doubles notes cackoou, toutes les secondes environ (Madge & McGowan 2002, Hennache & Ottaviani 2011).

## Nidification
Le nid consiste en un dôme comportant un trou d’entrée situé à 3 cm du sol (Madge & McGowan 2002).

## Statut, conservation
La Torquéole de Bornéo n’est pas vraiment menacée. Les dernières observations, comme celle faite à Ulu Barito à 150 km des sites connus, montrent qu’elle pourrait être plus répandue que l’on ne le pensait. Elle est protégée dans plusieurs réserves à Sarawak et à Sabah (Kinabalu). Elle est plus menacée dans le Kalimantan, par la destruction de l’habitat et la chasse,  mais elle est quand même considérée comme commune dans les monts Kelabit au Kalimantan (Hennache & Ottaviani 2011).